# Transilvania Development
Transilvania Development este o companie hotelieră din Cluj-Napoca.
Compania administrează hotelul de cinci stele CITY Plaza si restaurantul BRICKS.
Este deținută de omul de afaceri Sorin Dan, care mai administrează afaceri în domeniul imobiliar și pe piața de capital.
CITY Plaza a realizat in 2011 o cifră de afaceri de circa 2,7 milioane de euro, în creștere cu 11% față de anul precedent.